# 弗龙讷庄园
弗龙讷庄园（挪威語：Frogner Hovedgård）是位於挪威奧斯陸弗龙讷区的一處莊園。弗龙讷庄园是奧斯陸地區最大和最古老的莊園之一。在中世紀時期，弗龙讷庄园曾經由Hovedøya修道院所有。現在弗龙讷庄园是奧斯陸城市博物館的所在地。弗龙讷莊園始建於1750年。 